# Kozice (Stolac, BiH)
Kozice su naseljeno mjesto u općini Stolac, Federacija BiH, BiH.

## Stanovništvo

### 1991.
Nacionalni sastav stanovništva 1991. godine, bio je sljedeći::
ukupno: 126
- Srbi - 120
- Hrvati - 5
- Jugoslaveni - 1

### 2013.
Nacionalni sastav stanovništva 2013. godine, bio je sljedeći:
ukupno: 145
- Hrvati - 109
- Srbi - 36

## Poznate osobe
- Branko Šotra, srpski slikar
- Zdravko Šotra, srpski redatelj